# یقه‌بندان
یقه‌بندان یکی از آئین‌های مذهبی ماه محرم در شهرستان خلخال ایران است. این مراسم همه ساله در سومین روز بعد از عاشورا در مسجدها و حسینیه‌های شهر خلخال برگزار می‌شود، مردم پس از عزاداری و صرف شام، یقه پیراهن خود را به دست پیرغلامهای هر حسینیه می سپارند و پیرغلامان دکمه یقه عزاداران را می‌بندند. بستن دکمه یقه پیراهن سیاه، به معنای پایان یافتن عزاداری در سال جاری است. مردم پیراهن‌های مذکور را در خانه‌ها نگهداری می‌کنند و در محرم سال بعد با باز کردن مجدد دکمه آن، عزاداری جدیدی را آغاز می‌کنند .